# Piazza Navona (serie televisiva)
Piazza Navona, che ha come sottotitolo Sei opere prime, è stata una serie televisiva in sei episodi ideata e prodotta da Ettore Scola, diretta da sei registi esordienti, andata in onda su Rai Due dal 28 gennaio al 3 marzo 1988.

## Trama
A Roma, sullo sfondo di Piazza Navona, nell'arco di una sola giornata, si snodano vicende di varia umanità.

## Episodi
| Nº | Titolo                | Regista               | Prima TV         |
| -- | --------------------- | --------------------- | ---------------- |
| 1  | Il mitico Gianluca    | Gianfrancesco Lazotti | 28 gennaio 1988  |
| 2  | Amore a cinque stelle | Roberto Giannarelli   | 4 febbraio 1988  |
| 3  | Cuore di ladro        | Ugo Fabrizio Giordani | 11 febbraio 1988 |
| 4  | O Samba               | Daniele Costantini    | 18 febbraio 1988 |
| 5  | Fernanda              | Ricky Tognazzi        | 25 febbraio 1988 |
| 6  | La vacanza            | Roger Guillot         | 3 marzo 1988     |

## Il mitico Gianluca
- Scritto da Giambattista Avellino, Stefano Coletta e Gianfrancesco Lazotti
- Durata: 80 min.

- Trama: Gianluca Ravello incontra del tutto casualmente un amico di gioventù, Pino Vitale, che non vedeva da vent'anni. Quest'ultimo, impiegato alle poste, sposato con due figli e con i genitori che vivono in casa, ha mantenuto una grande ammirazione per l'amico tanto da soprannominarlo "il mitico Gianluca", e lo trascina nell'arco di una notte nelle avventure più svariate, rammentando i sogni e le illusioni vissute anni addietro prima della partenza di Gianluca per Londra. Quando Gianluca è costretto a raccontargli la verità – in realtà è un rappresentante di aspirapolveri, sposato con un figlio – per Pino la delusione è forte: ma costui, con un espediente ingegnoso, continuerà a farsi credere ai suoi occhi "il mitico Gianluca".

- Interpreti: Luca Barbareschi (Gianluca Ravello), Alessandro Haber (Pino Vitale), Fanny Ardant (Vicky Sebastiani), Gianni Franco, Domitilla Calamai (prima ragazza in fuoristrada), Alessandra Fierro (seconda ragazza in fuoristrada), Armando Ciancherla, Vera Furlan, Salvatore Jacono, Mario Montefusco, Jacques Peyrac, Gabriella Pomponi, Sergio Stefanini, Edmondo Tieghi, Armando Traverso

## Amore a cinque stelle
- Scritto da Franco Bernini e Adriano Incrocci
- Durata: 82 min.

- Trama: Elena, una stilista di moda affermata, riceve una commissione da un imprenditore straniero per realizzare vestiti dal valore di un miliardo di lire, previo un invito a cena dove discuteranno dell'affare. La donna, per convenienza, decide di organizzare la cena a casa di Leo, suo ex marito, un editore fallito ma abilissimo in cucina. Durante il pomeriggio, tra battibecchi e piccole riconciliazioni, la cena viene preparata ma all'ora convenuta l'imprenditore ancora non si presenta. Nell'attesa, sembra che possa rinascere l'idillio tra i due, ma l'intervento di un amico invadente di Leo – che involontariamente scambia l'audiocassetta musicale con quella della segreteria telefonica – cambia le sorti della serata.

- Interpreti: Sergio Castellitto (Leo), Mariangela Melato (Elena), Michel Boujenah (l'amico di Leo)